# Emma Fursch-Madi
Pour les articles homonymes, voir Madi.
Emma Fursch-Madi, épouse Madier née (Émilie Victorine Fourche dite Fursch à la suite de la condamnation et de la déportation en 1872 au bagne en Nouvelle Calédonie de son père) à Bayonne le 10 janvier 1847 et morte à Warren Township (en) dans le New Jersey le 20 septembre 1894 est une soprano française. 

## Biographie
Emma Fursch-Madi est née à Saint-Esprit , quartier de Bayonne alors dans le département des Landes, le 10 janvier 1847 : son père musicien militaire est Victor Baudouin Fourche et sa mère Françoise Servanton. Elle étudie au conservatoire de Paris et fait ses débuts en 1868 à Paris et se produit  les années suivantes, à Paris et dans d'autres villes françaises. Elle est engagée pour la saison 1873-74 à l'Opéra français de la Nouvelle-Orléans et de 1874 à 1876 à l'Opéra de Paris où elle chante Marguerite de Faust en décembre 1874, Valentine des Huguenots, Donna Elvira de Don Giovanni et Berthe du Prophète. À la fin de sa deuxième saison à l'Opéra, elle est choisie par Verdi pour être la première interprète d’Aida en Europe, et obtient un grand succès, lors des 72 représentations au Théâtre Royal de Bruxelles en 1876-1877. Elle est engagée par le Théâtre de la Monnaie à Bruxelles de 1876 à 1881.
Elle fait sa première apparition à Covent Garden à Londres dans le rôle de Valentine dans Les Huguenots, le 9 mai 1881 et aussi au Théâtre du Globe, à Londres, où elle est appelée « ...la plus grande prima donna dramatique de nos jours.. ».  Elle y chante de nouveau en 1883–88. 
Après avoir adopté le nom de Fursch-Madi en 1882, elle va aux États-Unis avec les tournées dirigées par James Henry Mapleson (en). Elle chante à l'Académie de musique de New York (en). Elle chante lors de la première saison du nouveau Metropolitan Opera House de New York, en 1883-84 où elle fait ses débuts dans le rôle d'Ortrud de Lohengrin le 7 novembre 1883. Elle chante dans la première à New York de La Gioconda, le 20 décembre 1883, avec Nilsson et Scalchi. Sa dernière représentation au Met est dans Ortrud le 6 février 1894.
Elle devient une personnalité musicale aux États-Unis ; elle est pendant un certain temps la tête du conservatoire national de Jeannette Meyer Thurber et membre de la American Opera Company (en). Sa dernière apparition est dans le rôle d'Ortrud dans Lohengrin de Wagner, le 6 février 1894, au Metropolitan Opera de New York. Elle meurt chez elle à Warren, Comté de Somerset (New Jersey).

## Vie privée
Emma Fursch épouse le premier septembre 1870 Raoul Madier de Montjau, père de son fils né en 1868 , second chef d'orchestre de l'Opéra et fils du député Noël Madier de Montjau, en 1882 M. Madier de Montjau forme une demande en séparation de corps. Mme Fursch-Madier de Montjau part pour Bruxelles en compagnie d'un de ses amants. Mme Fursch-Madier met au monde une petite fille, le 27 juillet 1880, à Hoeylaert, qui est déclarée à l'état civil comme née de M. Madier de Montjau et de Mme Fursch, son épouse, mais elle est mise en nourrice sous le nom de Jeanne V. 
M. Madier de Montjau introduit une demande en désaveu de paternité. le divorce est prononcé en 1886.
L'année suivante, elle épouse à New-York Henri Verlé, chef d'orchestre, père de sa fille.
Henri Verlé décédé en 1890 à Paris, elle épouse, en 1893, en troisième noce un artiste peintre du nom de Wurtz.

 Elle meurt en 1894 d'un cancer de l'estomac. 39 personnes assistent à son enterrement dont ses enfants et son dernier mari.